# Челидзе, Григорий Михайлович
Григо́рий Миха́йлович Челидзе (1914, Кутаис, Кавказское наместничество — 9 апреля 1985) — советский футболист, защитник, полузащитник.
Начинал играть в футбол в 1928 году в «Динамо» Кутаиси. Поступил в тбилисский Закавказский институт инженеров железнодорожного транспорта, играл в первенстве Тбилиси 1934 года. С 1937 года — в «Локомотиве» Тбилиси, в 1938 году провёл 10 матчей в чемпионате. В 1939—1951 годах играл за «Динамо» Тбилиси, сыграл в чемпионате 105 игр (плюс две аннулированные в 1941 году).